# Teruko Oda
Teruko Oda (nascida em Pereira Barreto) é uma poetisa e professora brasileira, filha de imigrantes japoneses e uma das maiores haicaistas do Brasil, seguindo uma corrente dos imigrantes japoneses de manter as tradições do gênero. Esta corrente define haikai como um poema de três versos, escrito em linguagem simples, sem rima, com dezessete sílabas poéticas (sendo cinco no primeiro verso, sete no segundo e cinco no terceiro), e com uma referência à natureza expressa por uma palavra (o chamado kigô), que deve representar também a estação do ano.
É uma das fundadoras do Grêmio de Haicai Caminho das Águas, de Santos, e presidente do Grêmio Haicai Ipê, de São Paulo.
É autora de oito livros individuais, entre eles, Janelas e tempo, incluído no PNLD/SP/2004 (Programa Nacional do Livro Didático); três obras em co-autoria e participação em dezenas de antologias e publicações diversas no Brasil e no exterior. Na obra A Dozen Tongues (World Haiku Association, 2001), a autora representa o Brasil e a língua portuguesa.

## Algumas obras
- Furosato no Uta - Canção da Terra Natal (2010)
- Flauta de vento (2005)
- Janelas e tempo (2003, poesia, 2ª edição, Escrituras Editora)
- Estrela cadente (1996)
- Nos caminhos do haicai (1993)